# Ilona de Habsbourg-Lorraine
L'archiduchesse Ilona de Habsbourg-Lorraine (20 avril 1927 - 12 janvier 2011) , est une membre de la branche hongroise de la maison de Habsbourg-Lorraine. Elle s'est mariée au chef de la maison de Mecklenbourg, le duc Georges-Alexandre.

## Biographie
L'archiduchesse Ilona de Habsbourg-Lorraine est née à Budapest, en Hongrie. Elle est la deuxième fille de l'archiduc Joseph-François de Habsbourg-Lorraine et de la princesse Anne de Saxe . Son père est le fils de l'archiduc Joseph-Auguste de Habsbourg-Lorraine, l'un des chefs du gouvernement provisoire de la Hongrie après la destitution de Charles Ier d'Autriche. Sa mère est la fille du dernier roi de Saxe, Frédéric-Auguste III.
Ilona épouse civilement le 20 février 1946 et religieusement le 30 avril 1946 à Sigmaringen le duc Georges-Alexandre de Mecklembourg ,. Son mari est le fils et héritier du duc Georges de Mecklembourg, chef de la maison de Mecklembourg et de sa première épouse Irina Mikhailovna Raievskya. Le couple a trois filles et un fils :
- Élisabeth de Mecklembourg, née en 1947, épouse en 1974 le baron Alhard von Bussche-Ippenburg, né en 1947.
- Marie de Mecklembourg, née en 1949, épouse en 1978 Wolfgang von Wasielewski, né en 1951.
- Caroline de Mecklembourg, née en 1952, épouse en 1980 Constantin Harmsen, né en 1954.
- Georges-Borwin de Mecklembourg, né en 1956, prétendant à la succession de Mecklembourg.

Le 6 juillet 1963, à la suite du décès de son beau-père, son mari devient le nouveau chef de la maison de Mecklembourg. Le couple divorce le 12 décembre 1974 .
Ilona meurt 12 janvier 2011 à Fribourg, dans le Bade-Wurtemberg, en Allemagne, à l'âge de 83 ans .